# Zöld cukormadár
A zöld cukormadár (Chlorophanes spiza) a madarak (Aves) osztályának verébalakúak (Passeriformes) rendjébe, ezen belül a tangarafélék (Thraupidae) családjába tartozó Chlorophanes nem egyetlen faja.

## Rendszerezése
A fajt Carl von Linné svéd természettudós írta le 1758-ban, a Motacilla nembe Motacilla Spiza néven.

## Alfajai
- Chlorophanes spiza argutus Bangs & Barbour, 1922
- Chlorophanes spiza axillaris Zimmer, 1929
- Chlorophanes spiza caerulescens Cassin, 1864
- Chlorophanes spiza exsul Berlepsch & Taczanowski, 1884
- Chlorophanes spiza guatemalensis P. L. Sclater, 1861
- Chlorophanes spiza spiza (Linnaeus, 1758)
- Chlorophanes spiza subtropicalis Todd, 1924[2]

## Előfordulása
Belize, Bolívia, Brazília, Kolumbia, Costa Rica, Ecuador, Francia Guyana, Guatemala, Guyana, Honduras, Mexikó, Nicaragua, Panama, Peru, Trinidad és Tobago, Suriname és Venezuela területén honos. 
Természetes élőhelyi a szubtrópusi és trópusi síkvidéki erdők és mocsári erdők, valamint ültetvények és erősen leromlott egykori erdők.

## Megjelenése
Testhossza 13 centiméter, testtömege 14–23 gramm. A hím teste sötétebb türkizkék színű, feje fekete, csőre sárga. A tojó teste zöld színű, torka fakóbb, feje nem fekete.
|  |  |  |

## Életmódja
Főleg gyümölcsökkel és ízeltlábúakkal táplálkozik, de nektárt is fogyaszt.

## Szaporodása
A kis pohár alakú fészket a tojó készíti, melyben 2 fehér-barna tojás található. A tojásokon a tojó 13 napig kotlik.

## Természetvédelmi helyzete
Az elterjedési területe rendkívül nagy, egyedszáma viszont csökken, de még nem éri el a kritikus szintet. A Természetvédelmi Világszövetség Vörös listáján nem fenyegetett fajként szerepel.